# Mörbid Carnage
A Mörbid Carnage magyar thrash metal együttes. 2007-ben alakultak. Tagjai Budapestről, illetve Szegedről származnak. Fő zenei hatásukként a Slayert, a Kreatort, a Nuclear Assaultot és az Exodust jelölték meg.

## Tagjai
- Churchburner - gitár (2007-)
- Blasphemy - ének, dob (2007-)
- Disguster - gitár (2008-)
- Warlock - gitár (2015-)

## Diszkográfia
- Thrash Legions Hungary (split lemez, 2008)
- Night Assassins (album, 2010)
- Live in Blue Hell (koncertalbum, 2010)
- Merciless Conquest (album, 2012)
- The Golden Sin (EP, 2015)
- Southland Fist (EP, 2017)